# Айтон (Клуж)
Айтон (рум. Aiton) — село у повіті Клуж в Румунії. Адміністративний центр комуни Айтон.
Село розташоване на відстані 309 км на північний захід від Бухареста, 15 км на південний схід від Клуж-Напоки.

## Населення
За даними перепису населення 2002 року у селі проживали 727 осіб.
Національний склад населення села:
| Національність | Кількість осіб | Відсоток |
| -------------- | -------------- | -------- |
| румуни         | 559            | 76,9%    |
| угорці         | 165            | 22,7%    |

Рідною мовою назвали:
| Мова      | Кількість осіб | Відсоток |
| --------- | -------------- | -------- |
| румунська | 562            | 77,3%    |
| угорська  | 165            | 22,7%    |